# Hamburger Sport-Verein 1993-1994
Questa voce raccoglie le informazioni riguardanti l'Hamburger Sport-Verein nelle competizioni ufficiali della stagione 1993-1994.

## Stagione
Nella stagione 1993-1994 l'Amburgo, allenato da Benno Möhlmann, concluse il campionato di Bundesliga al 12º posto. In Coppa di Germania l'Amburgo fu eliminato agli ottavi di finale dal Werder Brema.

## Rosa
| N. |                     | Ruolo | Calciatore         |
| -- | ------------------- | ----- | ------------------ |
| 1  | Germania (bandiera) | P     | Richard Golz       |
| 3  | Germania (bandiera) | D     | Stefan Schnoor     |
| 4  | Germania (bandiera) | D     | Carsten Kober      |
| 5  | Bulgaria (bandiera) | D     | Petar Hubchev      |
| 6  | Germania (bandiera) | C     | Jürgen Hartmann    |
| 8  | Lituania (bandiera) | A     | Valdas Ivanauskas  |
| 9  | Germania (bandiera) | A     | Karsten Bäron      |
| 19 | Germania (bandiera) | D     | Marijan Kovačević  |
| 21 | Germania (bandiera) | C     | Harald Spörl       |
| 22 | Germania (bandiera) | C     | Jörg Albertz       |
| 24 | Spagna (bandiera)   | C     | Francisco Copado   |
| 26 | Bulgaria (bandiera) | C     | Jordan Lečkov      |
|    | Germania (bandiera) | P     | Nils Bahr          |
|    | Germania (bandiera) | P     | Jan-Hendrik Hansen |

| N. |                     | Ruolo | Calciatore        |
| -- | ------------------- | ----- | ----------------- |
|    | Germania (bandiera) | P     | Sven Schmidtke    |
|    | Germania (bandiera) | D     | Markus Babbel     |
|    | Germania (bandiera) | D     | Michael Kostner   |
|    | Germania (bandiera) | D     | Oliver Möller     |
|    | Germania (bandiera) | C     | Jörg Bode         |
|    | Germania (bandiera) | C     | Uwe Bormann       |
|    | Germania (bandiera) | C     | Armin Eck         |
|    | Germania (bandiera) | C     | Christian Korth   |
|    | Germania (bandiera) | C     | Andreas Sassen    |
|    | Germania (bandiera) | C     | Michael Spies     |
|    | Germania (bandiera) | C     | Thomas von Heesen |
|    | Norvegia (bandiera) | A     | Jørn Andersen     |
|    | Germania (bandiera) | A     | Riccardo Baich    |

## Organigramma societario
Area tecnica
- Allenatore: Benno Möhlmann
- Allenatore in seconda:
- Preparatore dei portieri:
- Preparatori atletici:

## Calciomercato

### Sessione estiva
| Acquisti | Acquisti          | Acquisti           | Acquisti |
| R.       | Nome              | da                 | Modalità |
| -------- | ----------------- | ------------------ | -------- |
| C        | Jörg Albertz      | Fortuna Düsseldorf |          |
| A        | Riccardo Baich    | Amburgo II         |          |
| C        | Francisco Copado  | Holstein Kiel      |          |
| A        | Valdas Ivanauskas | Austria Vienna     |          |
| D        | Michael Kostner   | Saarbrücken        |          |
| D        | Marijan Kovačević | Amburgo II         |          |
| C        | Andreas Sassen    | Uerdingen 05       |          |
| C        | Stig Tøfting      | Aarhus             |          |

| Cessioni | Cessioni         | Cessioni              | Cessioni |
| R.       | Nome             | a                     | Modalità |
| -------- | ---------------- | --------------------- | -------- |
| A        | Florian Weichert | Lokomotive Lipsia     |          |
| A        | Marinus Bester   | Schalke 04            |          |
| D        | Pavel Dočev      | CSKA Sofia            |          |
| A        | Émerson          | Holstein Kiel         |          |
| A        | Jan Furtok       | Eintracht Francoforte |          |
| C        | Waldemar Matysik | Wuppertal             |          |
| P        | Andreas Reinke   | St. Pauli             |          |
| D        | Frank Rohde      | Hertha Berlino        |          |

### Sessione invernale
| Acquisti | Acquisti      | Acquisti              | Acquisti |
| R.       | Nome          | da                    | Modalità |
| -------- | ------------- | --------------------- | -------- |
| A        | Jørn Andersen | Eintracht Francoforte |          |
| D        | Petar Hubchev | Levski Sofia          |          |

| Cessioni | Cessioni       | Cessioni | Cessioni |
| R.       | Nome           | a        | Modalità |
| -------- | -------------- | -------- | -------- |
| C        | Stig Tøfting   | Odense   |          |
| C        | Peter Woodring | Aalborg  |          |

## Risultati

### Bundesliga

#### Girone di andata
| Arbitro: | Steinborn |

|                                                            |           |                |
| von Heesen 26’ (rig.), 43’ Albertz 67’ Ivanauskas 73’, 90’ | Marcatori | 3’, 56’ Zárate |

| Arbitro: | Berg |

|               |           |  |
| Carl 35’, 49’ | Marcatori |  |

| Arbitro: | Best |

|                                                          |           |                 |
| Ivanauskas 6’ Bäron 13’ von Heesen 37’ (rig.) Lečkov 49’ | Marcatori | 66’ Anderbrügge |

| Arbitro: | Aust |

|  |           |                |
|  | Marcatori | 15’ von Heesen |

| Arbitro: | Dellwing |

|                      |           |          |
| Bäron 57’ Lečkov 62’ | Marcatori | 77’ Thom |

| Arbitro: | Schmidhuber |

|               |           |                |
| Marschall 15’ | Marcatori | 44’ von Heesen |

| Arbitro: | Heynemann |

|                                |           |                         |
| Spörl 1’ Albertz 31’ Bäron 52’ | Marcatori | 14’ Sverrisson 25’ Otto |

| Arbitro: | Krug |

|             |           |                                         |
| Liebers 81’ | Marcatori | 20’, 75’ Bäron 38’ von Heesen 86’ Spies |

| Arbitro: | Zerr |

|  |           |               |
|  | Marcatori | 71’ Weidemann |

| Arbitro: | Weber |

|                                               |           |  |
| Helmer 40’ Schupp 63’ Valencia 74’ Scholl 80’ | Marcatori |  |

| Arbitro: | Berg |

|                             |           |             |
| von Heesen 11’ Hartmann 27’ | Marcatori | 35’ Leśniak |

| Arbitro: | Strigel |

|                        |           |           |
| Zorc 49’ Chapuisat 52’ | Marcatori | 88’ Bäron |

| Arbitro: | Dardenne |

|  |           |                |
|  | Marcatori | 32’, 44’ Bäron |

| Arbitro: | Schmidt |

|                     |           |                                     |
| Spies 83’ Bäron 85’ | Marcatori | 9’ Weiser 15’ Rudy 30’, 61’ Polster |

| Arbitro: | Fröhlich |

|                            |           |                                  |
| Dahlin 20’ Neun 81’ (rig.) | Marcatori | 38’ Lečkov 88’ (rig.) von Heesen |

| Arbitro: | Weber |

|                                            |           |  |
| von Heesen 47’ (rig.) Sassen 58’ Bäron 73’ | Marcatori |  |

| Arbitro: | Schmidhuber |

|                                 |           |  |
| Sforza 33’ Kadlec 35’ Kuntz 39’ | Marcatori |  |

#### Girone di ritorno
| Arbitro: | Jansen |

|  |           |                |
|  | Marcatori | 36’ von Heesen |

| Arbitro: | Merk |

|              |           |           |
| Hartmann 25’ | Marcatori | 86’ Bilić |

| Arbitro: | Habermann |

|            |           |  |
| Scherr 89’ | Marcatori |  |

| Arbitro: | Krug |

|                       |           |                  |
| von Heesen 88’ (rig.) | Marcatori | 12’ (rig.) Braun |

| Arbitro: | Zerr |

|          |           |                            |
| Thom 45’ | Marcatori | 71’ von Heesen 80’ Albertz |

| Arbitro: | Führer |

|                |           |            |
| von Heesen 86’ | Marcatori | 47’ Jähnig |

| Arbitro: | Ziller |

|                                           |           |  |
| Dunga 71’ Dubajić 72’ Kienle 77’ Knup 80’ | Marcatori |  |

| Arbitro: | Werthmann |

|                                    |           |  |
| Ivanauskas 44’ Bäron 45’ Spörl 67’ | Marcatori |  |

| Arbitro: | Albrecht |

|  |           |                |
|  | Marcatori | 79’ von Heesen |

| Arbitro: | Steinborn |

|             |           |                            |
| Albertz 54’ | Marcatori | 75’ Valencia 77’ Sternkopf |

| Arbitro: | Gläser |

|                                |           |                      |
| Leśniak 59’, 84’ Emmerling 63’ | Marcatori | 64’ (aut.) Emmerling |

| Amburgo 5 aprile 1994, ore 20:00 CEST 29ª giornata | Amburgo | 0 – 0 referto | Borussia Dortmund | Volksparkstadion (33 000 spett.)\| Arbitro: \| Zerr \| |
| Arbitro:                                           | Zerr    |               |                   |                                                        |

| Arbitro: | Merk |

|           |           |           |
| Bäron 41’ | Marcatori | 6’ Herzog |

| Arbitro: | Buchhart |

|                                |           |  |
| Kohn 22’ Polster 63’ Sturm 87’ | Marcatori |  |

| Arbitro: | Schmidhuber |

|              |           |                                   |
| Andersen 77’ | Marcatori | 44’ Max 48’ Andersson 73’ Wynhoff |

| Arbitro: | Jansen |

|           |           |           |
| Weber 23’ | Marcatori | 15’ Bäron |

| Arbitro: | Assenmacher |

|                |           |                               |
| Ivanauskas 35’ | Marcatori | 18’ Kuka 90’ Wagner 90’ Kuntz |

### Coppa di Germania
| Arbitro: | Fleske |

|                                    |           |                                                                    |
| Schmöller 8’ Schmidt 15’ Gries 56’ | Marcatori | 29’ von Heesen 36’, 112’ Ivanauskas 38’ (aut.) Junghans 108’ Bäron |

| Arbitro: | Amerell |

|                   |           |                                         |
| Savichev 45’, 71’ | Marcatori | 5’ Bäron 15’ Ivanauskas 18’, 49’ Lečkov |

| Arbitro: | Wiesel |

|                                              |           |                               |
| Herzog 13’ Hobsch 74’ Neubarth 86’ Rufer 90’ | Marcatori | 49’ von Heesen 64’ Ivanauskas |

## Statistiche

### Statistiche di squadra
| Competizione      | Punti | In casa | In casa | In casa | In casa | In casa | In casa | In trasferta | In trasferta | In trasferta | In trasferta | In trasferta | In trasferta | Totale | Totale | Totale | Totale | Totale | Totale | DR |
| Competizione      | Punti | G       | V       | N       | P       | Gf      | Gs      | G            | V            | N            | P            | Gf           | Gs           | G      | V      | N      | P      | Gf     | Gs     | DR |
| ----------------- | ----- | ------- | ------- | ------- | ------- | ------- | ------- | ------------ | ------------ | ------------ | ------------ | ------------ | ------------ | ------ | ------ | ------ | ------ | ------ | ------ | -- |
| Bundesliga        | 34    | 17      | 7       | 5       | 5       | 31      | 24      | 17           | 6            | 3            | 8            | 17           | 28           | 34     | 13     | 8      | 13     | 48     | 52     | -4 |
| Coppa di Germania | -     | 0       | 0       | 0       | 0       | 0       | 0       | 3            | 2            | 0            | 1            | 11           | 9            | 3      | 2      | 0      | 1      | 11     | 9      | +2 |
| Totale            | 34    | 17      | 7       | 5       | 5       | 31      | 24      | 20           | 8            | 3            | 9            | 28           | 37           | 37     | 15     | 8      | 14     | 59     | 61     | -2 |

### Andamento in campionato
| Giornata  | 1 | 2 | 3 | 4 | 5 | 6 | 7 | 8 | 9 | 10 | 11 | 12 | 13 | 14 | 15 | 16 | 17 | 18 | 19 | 20 | 21 | 22 | 23 | 24 | 25 | 26 | 27 | 28 | 29 | 30 | 31 | 32 | 33 | 34 |
| --------- | - | - | - | - | - | - | - | - | - | -- | -- | -- | -- | -- | -- | -- | -- | -- | -- | -- | -- | -- | -- | -- | -- | -- | -- | -- | -- | -- | -- | -- | -- | -- |
| Luogo     | C | T | C | T | C | T | C | T | C | T  | C  | T  | T  | C  | T  | C  | T  | T  | C  | T  | C  | T  | C  | T  | C  | T  | C  | T  | C  | C  | T  | C  | T  | C  |
| Risultato | V | P | V | V | V | N | V | V | P | P  | V  | P  | V  | P  | N  | V  | P  | V  | N  | P  | N  | V  | N  | P  | V  | V  | P  | P  | N  | N  | P  | P  | N  | P  |
| Posizione | 3 | 6 | 5 | 4 | 2 | 2 | 2 | 2 | 3 | 5  | 3  | 7  | 5  | 6  | 5  | 3  | 6  | 5  | 5  | 6  | 7  | 5  | 3  | 6  | 5  | 3  | 4  | 6  | 7  | 7  | 10 | 12 | 12 | 12 |

Legenda:

Luogo: C = Casa; T = Trasferta. Risultato: V = Vittoria; N = Pareggio; P = Sconfitta.

### Statistiche dei giocatori
| Giocatore     | Bundesliga | Bundesliga | Bundesliga  | Bundesliga | Coppa di Germania | Coppa di Germania | Coppa di Germania | Coppa di Germania | Totale   | Totale | Totale      | Totale     |
| Giocatore     | Presenze   | Reti       | Ammonizioni | Espulsioni | Presenze          | Reti              | Ammonizioni       | Espulsioni        | Presenze | Reti   | Ammonizioni | Espulsioni |
| ------------- | ---------- | ---------- | ----------- | ---------- | ----------------- | ----------------- | ----------------- | ----------------- | -------- | ------ | ----------- | ---------- |
| J. Albertz    | 31         | 4          | 3           | 0          | 3                 | 0                 | 0                 | 0                 | 34       | 4      | 3           | 0          |
| J. Andersen   | 11         | 1          | 0           | 0          | 0                 | 0                 | 0                 | 0                 | 11       | 1      | 0           | 0          |
| M. Babbel     | 33         | 0          | 6           | 0          | 3                 | 0                 | 0                 | 0                 | 36       | 0      | 6           | 0          |
| N. Bahr       | 0          | 0          | 0           | 0          | 0                 | 0                 | 0                 | 0                 | 0        | 0      | 0           | 0          |
| R. Baich      | 2          | 0          | 0           | 0          | 0                 | 0                 | 0                 | 0                 | 2        | 0      | 0           | 0          |
| J. Bode       | 1          | 0          | 0           | 0          | 0                 | 0                 | 0                 | 0                 | 1        | 0      | 0           | 0          |
| U. Bormann    | 0          | 0          | 0           | 0          | 0                 | 0                 | 0                 | 0                 | 0        | 0      | 0           | 0          |
| K. Bäron      | 32         | 13         | 3           | 0          | 3                 | 2                 | 0                 | 0                 | 35       | 15     | 3           | 0          |
| F. Copado     | 1          | 0          | 0           | 0          | 0                 | 0                 | 0                 | 0                 | 1        | 0      | 0           | 0          |
| A. Eck        | 2          | 0          | 0           | 0          | 0                 | 0                 | 0                 | 0                 | 2        | 0      | 0           | 0          |
| R. Golz       | 34         | 0          | 1           | 0          | 3                 | 0                 | 0                 | 0                 | 37       | 0      | 1           | 0          |
| J. Hansen     | 0          | 0          | 0           | 0          | 0                 | 0                 | 0                 | 0                 | 0        | 0      | 0           | 0          |
| J. Hartmann   | 32         | 2          | 2           | 1          | 3                 | 0                 | 0                 | 0                 | 35       | 2      | 2           | 1          |
| P. Hubchev    | 13         | 0          | 2           | 1          | 0                 | 0                 | 0                 | 0                 | 13       | 0      | 2           | 1          |
| V. Ivanauskas | 27         | 5          | 5           | 1          | 3                 | 4                 | 0                 | 0                 | 30       | 9      | 5           | 1          |
| C. Kober      | 31         | 0          | 5           | 1          | 3                 | 0                 | 2                 | 0                 | 34       | 0      | 7           | 1          |
| C. Korth      | 0          | 0          | 0           | 0          | 0                 | 0                 | 0                 | 0                 | 0        | 0      | 0           | 0          |
| M. Kostner    | 18         | 0          | 9           | 0          | 3                 | 0                 | 3                 | 0                 | 21       | 0      | 12          | 0          |
| M. Kovačević  | 7          | 0          | 0           | 0          | 1                 | 0                 | 0                 | 0                 | 8        | 0      | 0           | 0          |
| Y. Lečkov     | 33         | 3          | 3           | 0          | 3                 | 2                 | 1                 | 0                 | 36       | 5      | 4           | 0          |
| O. Möller     | 0          | 0          | 0           | 0          | 0                 | 0                 | 0                 | 0                 | 0        | 0      | 0           | 0          |
| A. Sassen     | 30         | 1          | 3           | 0          | 2                 | 0                 | 0                 | 1                 | 32       | 1      | 3           | 1          |
| S. Schmidtke  | 0          | 0          | 0           | 0          | 0                 | 0                 | 0                 | 0                 | 0        | 0      | 0           | 0          |
| S. Schnoor    | 12         | 0          | 0           | 1          | 2                 | 0                 | 0                 | 0                 | 14       | 0      | 0           | 1          |
| M. Spies      | 9          | 2          | 0           | 0          | 1                 | 0                 | 0                 | 0                 | 10       | 2      | 0           | 0          |
| H. Spörl      | 32         | 2          | 5           | 0          | 3                 | 0                 | 0                 | 0                 | 35       | 2      | 5           | 0          |
| S. Tøfting    | 5          | 0          | 1           | 0          | 0                 | 0                 | 0                 | 0                 | 5        | 0      | 1           | 0          |
| F. Weichert   | 1          | 0          | 0           | 0          | 0                 | 0                 | 0                 | 0                 | 1        | 0      | 0           | 0          |
| P. Woodring   | 2          | 0          | 0           | 0          | 0                 | 0                 | 0                 | 0                 | 2        | 0      | 0           | 0          |
| T. von Heesen | 33         | 14         | 2           | 0          | 3                 | 2                 | 0                 | 0                 | 36       | 16     | 2           | 0          |